# Centericq
Centericq o centericq es un cliente de mensajería instantánea en modo consola con ventanas y menús. Admite los siguientes protocolos de comunicaciones: ICQ2000, Yahoo, IRC, AIM, MSN, Gadu-Gadu y Jabber/XMPP. Funciona en plataformas Unix, GNU/Linux y Windows.
Centericq permite enviar y recibir mensajes, URLs, SMSs, (ambos a través del servidor ICQ y puertas de enlace de correo soportadas por Mirabilis), contactos y mensajes de correo express y tiene muchas otras características útiles. 